# Gerbrand Bakker (Schriftsteller)

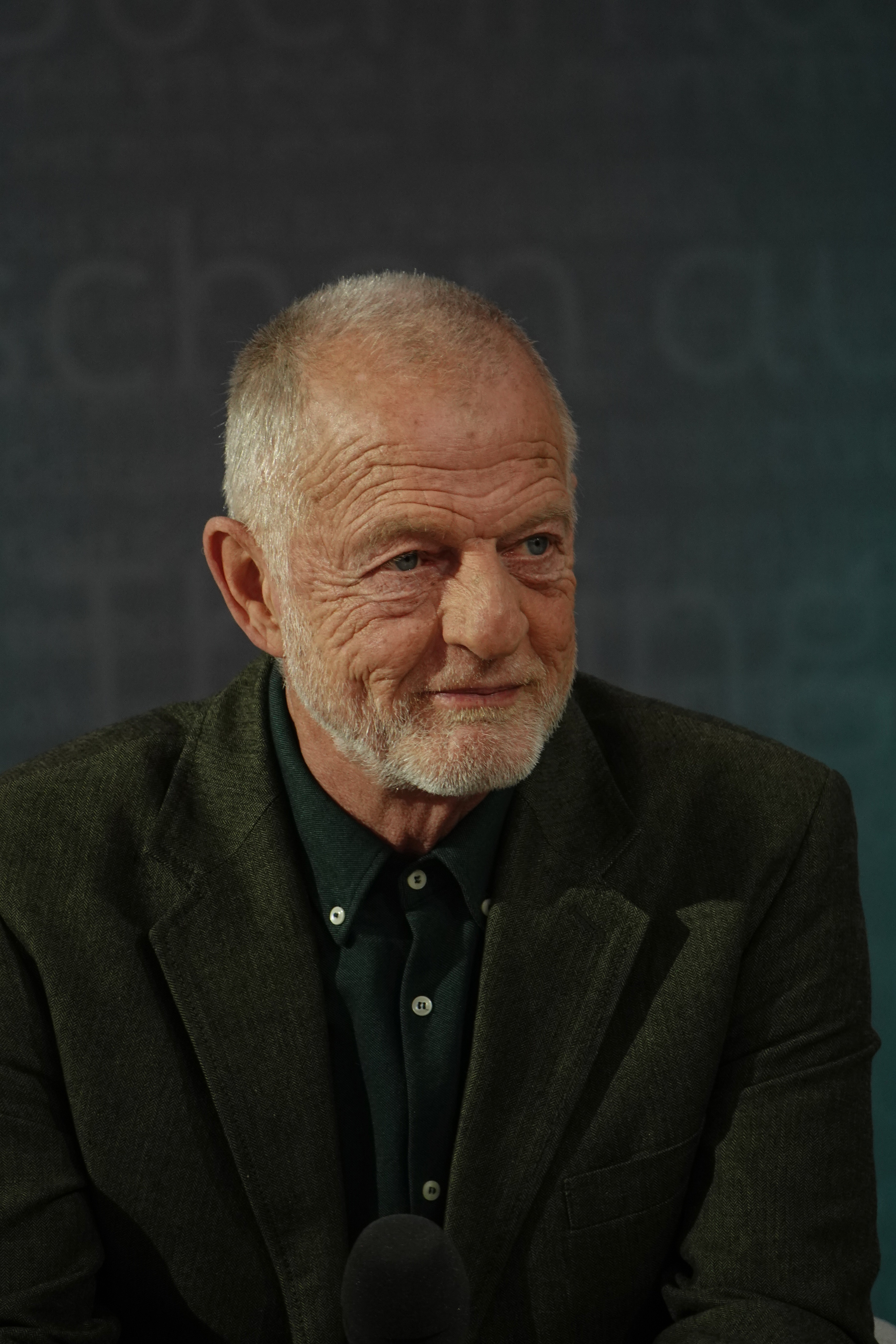
Gerbrand Bakker (2024)

Gerbrand Bakker (* 28. April 1962 in Wieringerwaard, Gemeinde Anna Paulowna, Niederlande) ist ein niederländischer Schriftsteller.

## Leben
Bakker wuchs auf einem Bauernhof auf und studierte Sprachwissenschaft in Amsterdam, arbeitete als Übersetzer von Untertiteln für Naturfilme u. a., hin und wieder auch als Eisschnelllauftrainer und hat ein Diplom als Gärtner.
Sein Werk umfasst Theaterstücke, Gedichte, Drehbücher sowie Romane, Tagebücher und Kinderbücher.  Für seine Romane, die in mehr als 20 Sprachen übersetzt wurden, wurde er mehrfach ausgezeichnet.
Der Jugendroman Birnbäume blühen weiß war sein erstes Buch; Oben ist es still sein gefeiertes Romandebüt.
Bakker lebt in Amsterdam und in Deutschland in seinem Haus in der Eifel.

## Der DebütromanOben ist es still
Bakkers Debütroman Boven is het stil erschien 2006. Das Manuskript war von den etablierten niederländischen Verlagen nicht angenommen worden, sondern vom Neuverlag Cossee. Dessen Verleger Christoph Buchwald hatte dann dem Plot einen offenen Schluss lektoriert. 2008 erschien Oben ist es still in der deutschsprachigen Übersetzung und landete wenige Wochen nach seinem Erscheinen auf der ORF-Bestenliste. Die englischsprachige Ausgabe unter dem Titel The Twin erhielt 2010 den hoch dotierten International IMPAC Dublin Literary Award. Der Roman wurde unter dem gleichen englischen Titel 2012 in der Regie von Nanouk Leopold verfilmt.

## Werke in deutscher Übersetzung
- Birnbäume blühen weiß (Perenbomen bloeien wit, 1999). Jugendroman. Aus dem Niederländischen von Andrea Kluitmann. Patmos, Düsseldorf 2001, ISBN 3-491-37448-0.
- Oben ist es still (Boven is het stil, 2006). Roman. Aus dem Niederländischen von Andreas Ecke. Suhrkamp, Frankfurt am Main 2008, ISBN 978-3-518-42013-3.
- Juni (Juni, 2009). Roman. Aus dem Niederländischen von Andreas Ecke. Suhrkamp, Frankfurt am Main 2010, ISBN 978-3-518-42139-0.
  - unter dem Titel Tage im Juni: Suhrkamp, Berlin 2011, ISBN 978-3-518-46251-5.
- Komische Vögel. Tiertagebuch (Ezel, schaap en tureluur, wörtlich „Esel, Schaf und Rotschenkel“, 2009). Erzählungen. Aus dem Niederländischen von Andreas Ecke. Insel, Berlin 2012, ISBN 978-3-458-35784-1.
- Der Umweg (De omweg, 2010). Roman. Aus dem Niederländischen von Andreas Ecke. Suhrkamp, Berlin 2012, ISBN 978-3-518-46435-9.
- Jasper und sein Knecht (Jasper en zijn knecht, 2016). Roman. Aus dem Niederländischen von Andreas Ecke. Suhrkamp, Berlin 2016, ISBN 978-3-518-46819-7.
- Echte Bäume weinen nicht. Warum wir die Natur Natur sein lassen sollten (Rotgrond bestaat niet, wörtlich „Faulboden gibt es nicht“, 2018). Aus dem Niederländischen von Birgit Erdmann. Suhrkamp, Berlin 2019, ISBN 978-3-518-46955-2.
- Knecht, allein. Suhrkamp, Berlin 2022, ISBN 978-3-518-43033-0 (niederländisch: Knecht, alleen. 2020. Übersetzt von Andreas Ecke).[4]
- Der Sohn des Friseurs. Suhrkamp, Berlin 2024, ISBN 978-3-518-43158-0 (niederländisch: De Kapperszoon. 2022. Übersetzt von Andreas Ecke).

## Auszeichnungen
- 2002: Silberner Lufti für Birnbäume blühen weiß
- 2006: Goldenes Eselsohr für Oben ist es still
- 2010: International IMPAC Dublin Literary Award für Oben ist es still
- 2013: Independent Foreign Fiction Prize für The Detour.[5]
- 2023: Orden von Oranien-Nassau